# Vegetação litorânea

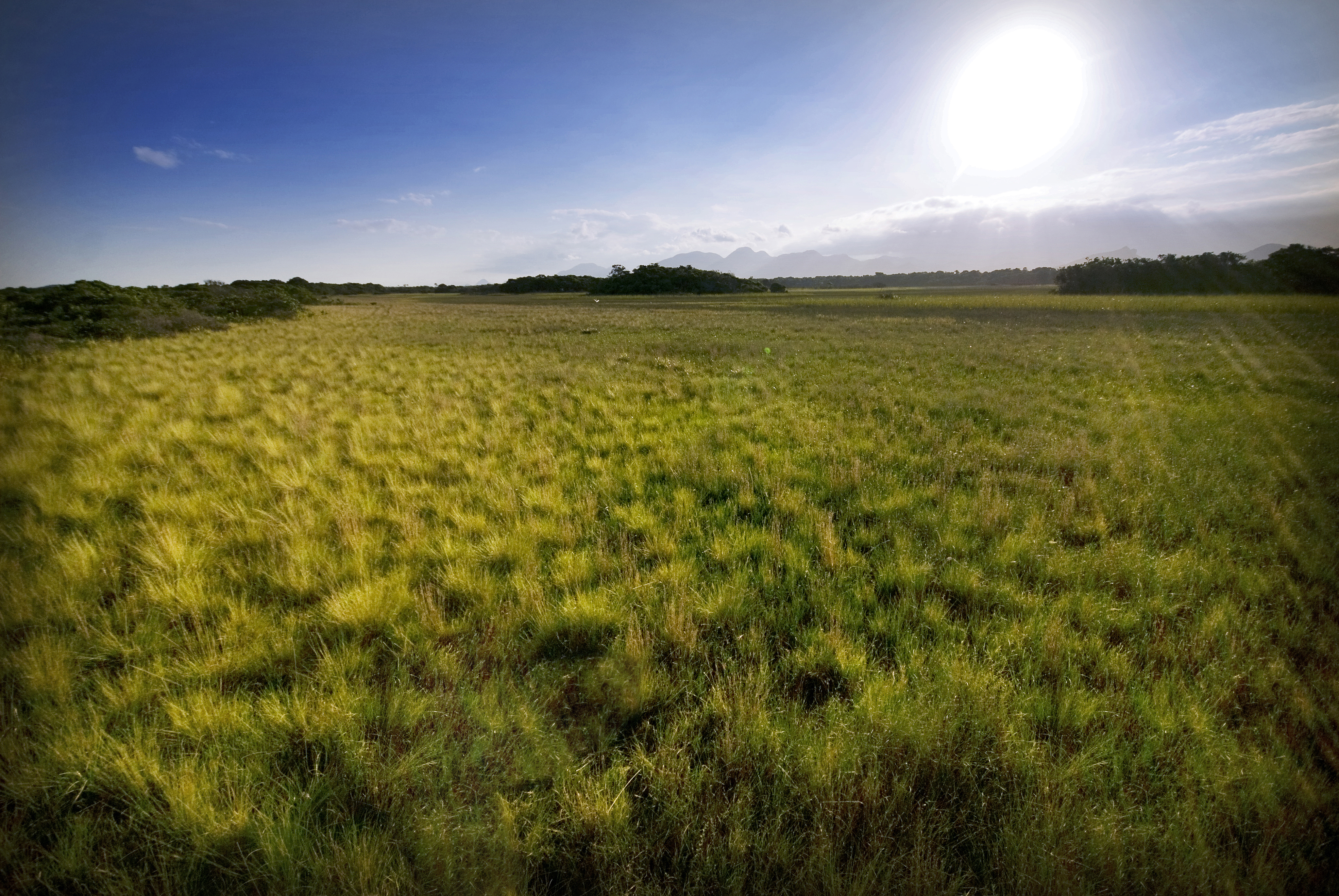
Brejo no Parque Estadual Paulo César Vinha.

Vegetação litorânea é uma formação presente nas terras baixas e planícies do litoral, constituída por variadas formas de vegetação. No Brasil, vem sendo prejudicada pela ocupação humana.
Sua vegetação é bastante variada, porém típica de regiões litorâneas. São regiões que abrigam os manguezais e as restingas.

## Manguezais

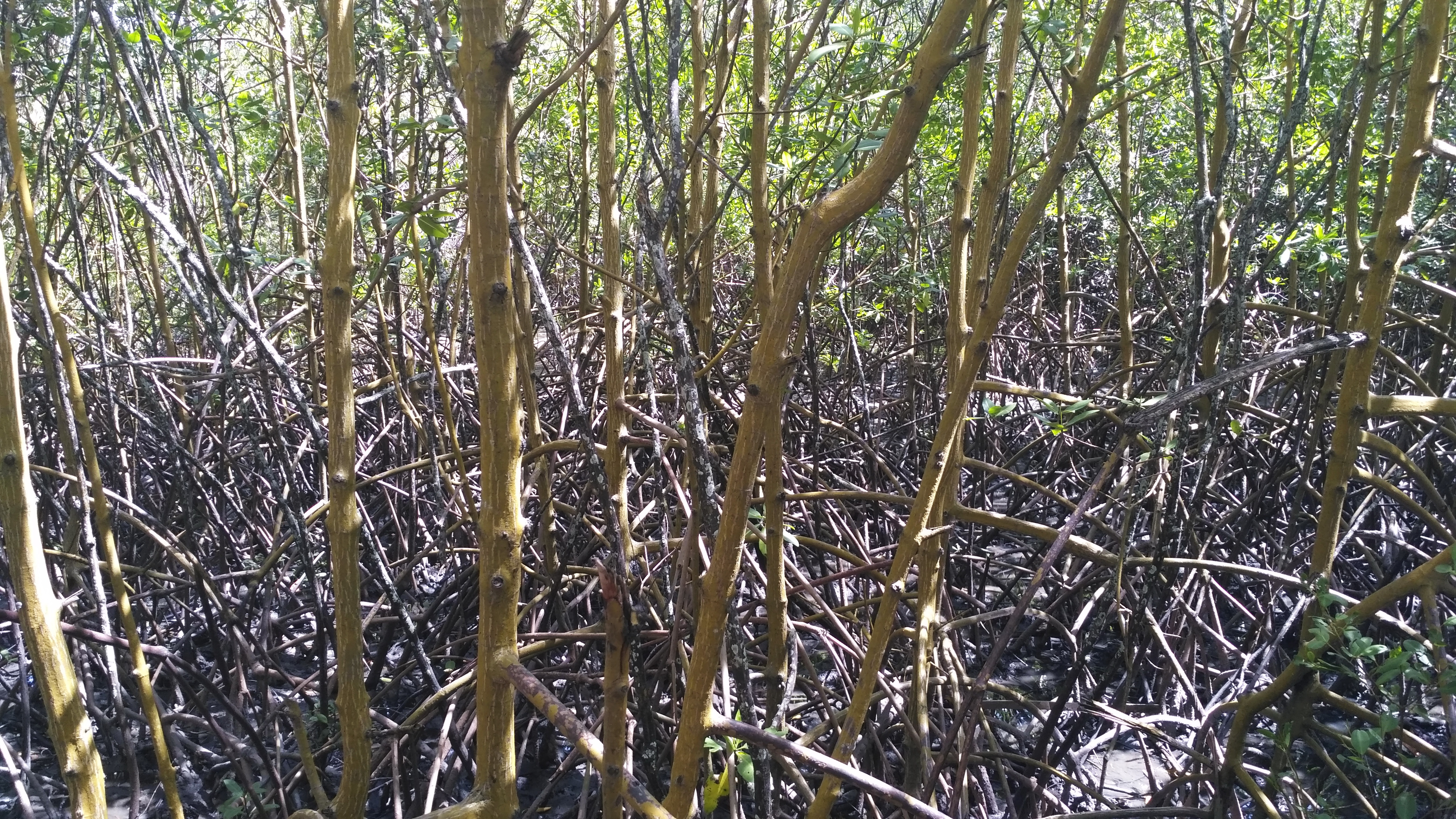
Vegetação típica de um mangue.

Os mangues apresentam, além das espécies vegetais, peixes, crustáceos, ostras, caranguejos e aves como o pelicano. Os mangues aparecem em várias partes do litoral tropical e no fundo das baías e na foz de rios. Apresenta elevada importância para o ecossistema marinho, sendo uma espécie de "abrigo" para a reprodução dos peixes presentes neste ecossistema.
Ocupam porções mais restritas do litoral, em reentrâncias da costa, onde as águas são pouco movimentadas, como os pântanos litorâneos, os alagadiços e as regiões inundadas pela maré alta. Neles predominam vegetações halófitas (que se adaptam a ambientes salinos), com raízes aéreas e respiratórias, dotadas de raízes fortes que lhes permitem absorver o oxigênio mesmo em áreas alagadas. Conforme a topografia e a umidade do solo, é possível distinguir o mangue-vermelho, nas partes mais baixas, o mangue-siriúba, onde as inundações são menos frequentes; e o mangue-branco, em solos firmes.

## Restingas
As restingas são um tipo de vegetação rasteira, que se adapta ao solo arenoso e rico em sal das planícies do litoral. Foram quase totalmente destruídas pela ocupação humana, mas ainda existem algumas áreas preservadas para o estudo. Nas matas de restinga do Brasil habitam vários tipos de aves migratórias como o papagaio-de-cara-roxa, e mamíferos como a lontra, a capivara, o mico-leão-de-cara-preta e o bugio.